# Katy Valentin
Katy Elise Johanne Valentin (29. marts 1902 i København – 30. maj 1970 smst) var en dansk skuespillerinde, som blev uddannet fra Det kongelige Teaters Elevskole i 1923. Hun var i flere omgange ansat på Aarhus Teater, men fik også roller på både Dagmarteatret og Det kongelige Teater.

## Udvalgt filmografi
- Så til søs – 1933
- Komtessen på Stenholt – 1939
- Det brændende spørgsmål – 1943
- Otte akkorder – 1944
- Elly Petersen – 1944
- Biskoppen – 1944
- Så mødes vi hos Tove – 1946
- Dorte – 1951
- Bag de røde porte – 1951
- Det store løb – 1952